# Surita Febbraio
Surita Febbraio (* 27. Dezember 1973 in Johannesburg) ist eine ehemalige südafrikanische Hürdenläuferin, die sich auf die 400-Meter-Distanz spezialisiert hat. Ihren größten Erfolg feierte sie im Jahr 2004 mit dem Gewinn des Afrikameistertitels über 400 m Hürden.

## Sportliche Laufbahn
Erste internationale Erfahrungen sammelte Surita Febbraio vermutlich im Jahr 1999, als sie bei den Afrikaspielen in Johannesburg in 13,38 s den sechsten Platz im 100-Meter-Hürdenlauf belegte und über 400 m Hürden in 57,11 s die Silbermedaille hinter der Senegalesin Mame Tacko Diouf gewann. 2001 schied sie bei den Weltmeisterschaften im kanadischen Edmonton mit 56,80 s in der ersten Runde über 400 m Hürden aus und 2003 erreichte sie bei den Weltmeisterschaften nahe Paris das Finale und belegte dort in 55,90 s den achten Platz. Anschließend kam sie beim IAAF World Athletics Final in Monaco nicht ins Ziel. Im Jahr darauf siegte sie in 55,12 s bei den Afrikameisterschaften in Brazzaville und gewann zudem mit der südafrikanischen 4-mal-400-Meter-Staffel in 3:30,12 min gemeinsam mit Adri Schoeman, Heide Seyerling und Estie Wittstock die Silbermedaille hinter dem nigerianischen Team. Anschließend schied sie bei den Olympischen Sommerspielen in Athen mit 56,49 s im Vorlauf aus. 2005 schied sie bei den Weltmeisterschaften in Helsinki mit 55,74 s im Halbfinale über 400 m Hürden aus und kam mit der Staffel mit 3:31,71 min nicht über den Vorlauf hinaus. Anschließend belegte sie beim IAAF World Athletics Final in Monaco in 56,83 s den achten Platz im Hürdenlauf. Im Jahr darauf wurde sie wegen einem positiven Dopingtest auf Testosteron gesperrt und beendete daraufhin ihre aktive sportliche Karriere im Alter von 32 Jahren.
In den Jahren von 2000 bis 2003 wurde Febbraio südafrikanische Meisterin im 100-Meter-Hürdenlauf sowie 1998 und von 2000 bis 2005 auch über 400 m Hürden.

## Persönliche Bestzeiten
- 200 Meter: 23,32 s (+0,4 m/s), 22. Januar 2000 in Rustenburg
- 400 Meter: 52,22 s, 7. Februar 2003 in Bloemfontein
- 100 m Hürden: 13,10 s (−1,1 m/s), 3. März 2001 in Durban
- 400 m Hürden: 54,05 s, 4. April 2003 in Pretoria